# マネー資本主義
マネー資本主義（まねーしほんしゅぎ）は、『NHKスペシャル』における2009年の企画である。

## 概要
2007年より発生した世界金融危機は何故発生したのか、その原因、仕組みを究明していく番組である。
ナビゲーターは、NHKを定年退職しことばの杜に移籍した松平定知が務め、仕組みを分かりやすく解説するために小芝居を交えることもある。

## 各話

### 第1回 “暴走”はなぜ止められなかったのか
副題
～アメリカ投資銀行の興亡～
概要
世界金融危機、そしてそれに続く世界同時不況の大きなきっかけとなったのは、経営破綻したリーマン・ブラザーズに代表される「投資銀行」であった。仲介業務を生業とした投資銀行がどのように変質し、そして破綻していったのか、また、ウォール街のトレーダーが膨大な報酬を得る様になったのは何故か、これまで表に出る事のなかった関係者へのインタビューを交えて、一連の過程をたどることで、不況から脱し同じ過ちを繰り返さぬためには何が必要かを検証した。
初回放送日
4月19日 21:00 - 21:50

### 第2回 “超金余り”はなぜ起きたのか？
副題
～カリスマ指導者たちの誤算～
概要
FX取引で大金を得た主婦が巻き起こした架空の騒動を事例に、アメリカから流出したドルがまたアメリカに還流する仕組みを解説し、その過程でマネーが実体経済を超える額に膨らむ様を検証する。
初回放送日
5月17日 21:00 - 21:54
ドラマ出演者
- 西岡徳馬
- 富田靖子
- 金子貴俊

### 第3回 年金マネーの“熱狂”はなぜ起きたのか
概要
国債など手堅い投資のみを行っていた年金基金が、ウォール街の後押しにより高い利回りを得ようと株などへの積極投資に乗り出し、マネー資本主義の主役の一角を担う経緯を日米の年金基金やヘッジファンドへの取材をもとに、今後のマネーとの付き合い方を含め検証する。
初回放送日
6月21日 21:00 - 21:54

### 第4回 ウォール街の“モンスター”
副題
～金融工学はなぜ暴走したのか～
概要
マネー市場の値動きが熱力学の法則と極めて近いという発見から、核兵器や宇宙開発競争が下火になり溢れた科学者が数学理論で市場を予測しリスクをコントロールする「金融工学」の挑戦が始まった。世界金融危機の陰に存在した金融工学の真相と問題の本質、マネー資本主義のあるべき未来を検証する。
初回放送日
7月19日 21:00 - 21:50

### 第5回 危機を繰り返さないために
副題
～世界の賢者に聞く～
概要
これまでのシリーズを振り返りながら、世界各国の有識者からのメッセージをもとにこれからの経済のあり方を探る。
初回放送日
7月20日 19:30 - 20:45
ゲスト
- 糸井重里
- 江上剛
- 西原理恵子

主なインタビュー
- ジョセフ・E・スティグリッツ
- ヘルムート・シュミット
- 宇沢弘文
- 原丈人
- マイケル・サンデル

### （特別回）ウォール街の“モンスター”
副題
バブルは再び起きるのか
概要
投資銀行・アメリカ当局・年金基金・金融工学のプレーヤー毎に見たアメリカの1970年代金融規制緩和から金融危機まで30年間の歴史をもう一度一つの流れとしてまとめ、世界の最新の動きと合わせて振り返る。
初回放送日
12月20日 21:45 - 23:00